# キャブタクシー数
n 番目のキャブタクシー数（キャブタクシーすう、cabtaxi number、Cabtaxi(n)と表記される）とは、2つの立方数の和として n 通りに表される最小の正の整数と定義される。ここでの立方数は全ての整数（正の整数、0、負の整数）を取りうる。立方数が正の整数のみに限定されればタクシー数になる。全ての n に対してキャブタクシー数が存在する（タクシー数は全ての n に対して存在することが証明されているため）。現在は10個のキャブタクシー数が知られている（オンライン整数列大辞典の数列 A047696を参照）。

## 既知のキャブタクシー数
{\displaystyle {\begin{matrix}\mathrm {Cabtaxi} (1)&=&1&=&1^{3}\pm 0^{3}\end{matrix}}}
{\displaystyle {\begin{matrix}\mathrm {Cabtaxi} (2)&=&91&=&3^{3}+4^{3}\\&&&=&6^{3}-5^{3}\end{matrix}}}
{\displaystyle {\begin{matrix}\mathrm {Cabtaxi} (3)&=&728&=&6^{3}+8^{3}\\&&&=&9^{3}-1^{3}\\&&&=&12^{3}-10^{3}\end{matrix}}}
{\displaystyle {\begin{matrix}\mathrm {Cabtaxi} (4)&=&2741256&=&108^{3}+114^{3}\\&&&=&140^{3}-14^{3}\\&&&=&168^{3}-126^{3}\\&&&=&207^{3}-183^{3}\end{matrix}}}
{\displaystyle {\begin{matrix}\mathrm {Cabtaxi} (5)&=&6017193&=&166^{3}+113^{3}\\&&&=&180^{3}+57^{3}\\&&&=&185^{3}-68^{3}\\&&&=&209^{3}-146^{3}\\&&&=&246^{3}-207^{3}\end{matrix}}}
{\displaystyle {\begin{matrix}\mathrm {Cabtaxi} (6)&=&1412774811&=&963^{3}+804^{3}\\&&&=&1134^{3}-357^{3}\\&&&=&1155^{3}-504^{3}\\&&&=&1246^{3}-805^{3}\\&&&=&2115^{3}-2004^{3}\\&&&=&4746^{3}-4725^{3}\end{matrix}}}
{\displaystyle {\begin{matrix}\mathrm {Cabtaxi} (7)&=&11302198488&=&1926^{3}+1608^{3}\\&&&=&1939^{3}+1589^{3}\\&&&=&2268^{3}-714^{3}\\&&&=&2310^{3}-1008^{3}\\&&&=&2492^{3}-1610^{3}\\&&&=&4230^{3}-4008^{3}\\&&&=&9492^{3}-9450^{3}\end{matrix}}}
{\displaystyle {\begin{matrix}\mathrm {Cabtaxi} (8)&=&137513849003496&=&22944^{3}+50058^{3}\\&&&=&36547^{3}+44597^{3}\\&&&=&36984^{3}+44298^{3}\\&&&=&52164^{3}-16422^{3}\\&&&=&53130^{3}-23184^{3}\\&&&=&57316^{3}-37030^{3}\\&&&=&97290^{3}-92184^{3}\\&&&=&218316^{3}-217350^{3}\end{matrix}}}
{\displaystyle {\begin{matrix}\mathrm {Cabtaxi} (9)&=&424910390480793000&=&645210^{3}+538680^{3}\\&&&=&649565^{3}+532315^{3}\\&&&=&752409^{3}-101409^{3}\\&&&=&759780^{3}-239190^{3}\\&&&=&773850^{3}-337680^{3}\\&&&=&834820^{3}-539350^{3}\\&&&=&1417050^{3}-1342680^{3}\\&&&=&3179820^{3}-3165750^{3}\\&&&=&5960010^{3}-5956020^{3}\end{matrix}}}
{\displaystyle {\begin{matrix}\mathrm {Cabtaxi} (10)&=&933528127886302221000&=&77480130^{3}-77428260^{3}\\&&&=&41337660^{3}-41154750^{3}\\&&&=&18421650^{3}-17454840^{3}\\&&&=&10852660^{3}-7011550^{3}\\&&&=&10060050^{3}-4389840^{3}\\&&&=&9877140^{3}-3109470^{3}\\&&&=&9781317^{3}-1318317^{3}\\&&&=&9773330^{3}-84560^{3}\\&&&=&8444345^{3}+6920095^{3}\\&&&=&8387730^{3}+7002840^{3}\end{matrix}}}
Cabtaxi(5)，Cabtaxi(6)，及びCabtaxi(7)はランドル・L・ラスバンによって、Cabtaxi(8)はダニエル・バーンスタインによって発見された。またバーンスタインの発見方法を利用して、Cabtaxi(9)がダンカン・ムーアによって発見された。
Cabtaxi(10)は当初、2006年にクリスチャン・ボイヤーによってCabtaxi(10)が取りうる値の上限として示され、ウーヴェ・ホラーバッハによってこれが実際にCabtaxi(10)であることが証明された。このことは2008年5月16日にメーリングリストNMBRTHRYにて報告された。
2008年4月現在、Cabtaxi(11)からCabtaxi(42)までの上限が示されている。